# Milan Petržela
Milan Petržela (ur. 19 czerwca 1983 w Pradze) – piłkarz czeski grający na pozycji prawego pomocnika. Od 2012 roku jest zawodnikiem klubu FC Augsburg.

## Kariera klubowa
Karierę piłkarską Petržela rozpoczynał w klubach takich jak: TJ Hoštice-Heroltice, Petra Drnovice, TJ Hoštice-Heroltice, Zeman Brno i 1. FK Drnovice. W 2001 roku awansował do dorosłej kadry tego ostatniego zespołu. Wtedy też zadebiutował w jego barwach pierwszej lidze czeskiej. W 2002 roku spadł z tym klubem do drugiej ligi, a w 2003 odszedł do Synotu Staré Město. 13 września 2003 zadebiutował w nim w wygranym 1:0 domowym spotkaniu z Marilą Příbram. W 2004 roku klub zmienił nazwę na 1. FC Slovácko, a w 2005 roku awansował do finału Pucharu Czech.
W 2006 roku Petržela odszedł z 1. FC Slovácko do Sparty Praga, ale został wypożyczony do FK Jablonec, w którym swój debiut zanotował 30 lipca 2006 w zremisowanym 2:2 meczu z SIAD Most. W Jabloncu był podstawowym zawodnikiem i latem 2007 wrócił do Sparty. W Sparcie rozegrał jedno spotkanie, 2 grudnia 2007, z Baníkiem Ostrawa (0:0).
Na początku 2008 roku Petržela przeszedł do Viktorii Pilzno. Zadebiutował w Viktorii 7 lutego 2008 w wygranym 2:0 domowym meczu z 1. FC Brno. W 2010 roku zdobył z Viktorią Puchar Czech.
| Sezon   | Klub              | Kraj   | Rozgrywki      | Mecze | Bramki |
| ------- | ----------------- | ------ | -------------- | ----- | ------ |
| 2001/02 | 1. FK Drnovice    | Czechy | Gambrinus Liga | ?     | ?      |
| 2002/03 | 1. FK Drnovice    | Czechy | II liga        | ?     | ?      |
| 2003/04 | Synot Staré Město | Czechy | Gambrinus Liga | 20    | 1      |
| 2004/05 | 1. FC Slovácko    | Czechy | Gambrinus Liga | 29    | 2      |
| 2005/06 | 1. FC Slovácko    | Czechy | Gambrinus Liga | 21    | 0      |
| 2006/07 | FK Jablonec       | Czechy | Gambrinus Liga | 24    | 1      |
| 2007/08 | Sparta Praga      | Czechy | Gambrinus Liga | 1     | 0      |
| 2007/08 | Viktoria Pilzno   | Czechy | Gambrinus Liga | 10    | 2      |
| 2008/09 | Viktoria Pilzno   | Czechy | Gambrinus Liga | 26    | 5      |
| 2009/10 | Viktoria Pilzno   | Czechy | Gambrinus Liga | 29    | 1      |
| 2010/11 | Viktoria Pilzno   | Czechy | Gambrinus Liga | 26    | 7      |
| 2011/12 | Viktoria Pilzno   | Czechy | Gambrinus Liga | 27    | 7      |
| 2012/13 | FC Augsburg       | Niemcy | Bundesliga     | 0     | 0      |

## Kariera reprezentacyjna
W swojej karierze Petržela grał w reprezentacji U-20 i U-21. Z tą pierwszą w 2003 roku wystąpił na Mistrzostwach Świata U-20. W dorosłej reprezentacji Czech zadebiutował 12 października 2010 w wygranym 2:0 meczu eliminacji do Euro 2012 z Liechtensteinem.
| Mecze i gole w reprezentacji | Mecze i gole w reprezentacji | Mecze i gole w reprezentacji | Mecze i gole w reprezentacji | Mecze i gole w reprezentacji | Mecze i gole w reprezentacji | Mecze i gole w reprezentacji |
| #                            | Data                         | Stadion                      | Rywal                        | Wynik                        | Gol                          | Rozgrywki                    |
| 2010                         | 2010                         | 2010                         | 2010                         | 2010                         | 2010                         | 2010                         |
| ---------------------------- | ---------------------------- | ---------------------------- | ---------------------------- | ---------------------------- | ---------------------------- | ---------------------------- |
| 1.                           | 12.10.2010                   | Vaduz, Liechtenstein         | Liechtenstein                | 2:0                          | 0                            | El. ME 2012                  |
| 2.                           | 17.11.2010                   | Aarhus, Dania                | Dania                        | 0:0                          | 0                            | towarzyski                   |
| 2011                         |                              |                              |                              |                              |                              |                              |
| 3.                           | 09.02.2011                   | Pula, Chorwacja              | Chorwacja                    | 2:4                          | 0                            | towarzyski                   |
| 4.                           | 04.06.2011                   | Matsumoto, Japonia           | Peru                         | 0:0                          | 0                            | towarzyski                   |
| 5.                           | 07.06.2011                   | Jokohama, Japonia            | Japonia                      | 0:0                          | 0                            | towarzyski                   |
| 6.                           | 10.08.2011                   | Oslo, Norwegia               | Norwegia                     | 0:3                          | 0                            | towarzyski                   |
| 7.                           | 03.09.2011                   | Glasgow, Szkocja             | Szkocja                      | 2:2                          | 0                            | El. ME 2012                  |
| 8.                           | 06.09.2011                   | Praga, Czechy                | Ukraina                      | 4:0                          | 0                            | towarzyski                   |
| 2012                         |                              |                              |                              |                              |                              |                              |
| 9.                           | 29.02.2012                   | Dublin, Irlandia             | Irlandia                     | 1:2                          | 0                            | towarzyski                   |
| 10.                          | 26.05.2012                   | Graz, Austria                | Izrael                       | 2:1                          | 0                            | towarzyski                   |
| 11.                          | 08.06.2012                   | Wrocław, Polska              | Rosja                        | 1:4                          | 0                            | Euro 2012                    |
| 12.                          | 15.08.2012                   | Lwów, Ukraina                | Ukraina                      | 0:0                          | 0                            | towarzyski                   |
| 13.                          | 11.09.2012                   | Cieplice, Czechy             | Finlandia                    | 0:1                          | 0                            | towarzyski                   |
| 14.                          | 12.10.2012                   | Pilzno, Czechy               | Malta                        | 3:1                          | 0                            | El. MŚ 2014                  |